# Afrikaanse boomvalk
De Afrikaanse boomvalk (Falco cuvierii) is een valkensoort die voorkomt in Afrika. Hij is nauw verwant aan de boomvalk (Falco subbuteo), die in Eurazië nestelt, ook in Nederland en Vlaanderen. De wetenschappelijke naam van de soort verwijst naar de Franse zoöloog Georges Cuvier.

## Kenmerken
De vogel is 26 tot 31 cm lang. Het mannetje weegt 125 tot 178  g, het vrouwtje 186 tot 224 g. De spanwijdte is 60 tot 73 cm. De Afrikaanse boomvalk is een kleine, slanke valk met een verenkleed dat aan de achterzijde zwart en aan de voorzijde rossig is. Ook de wangen, nek en keel zijn rossig gekleurd. Op de flanken en de keel zijn zwarte strepen te zien.

## Verspreiding en leefgebied
De Afrikaanse boomvalk komt wijd verspreid voor in Afrika ten zuiden van de Sahara.
Het leefgebied bestaat uit gebieden met meer dan 1000 mm regenval per jaar, half open bosgebieden zoals open plekken in regenwoud, bosranden en bossavanne. In Oeganda ook aangetroffen als broedvogel in de stad Kampala. De vogel komt voor in laagland tot hoog boven de zeespiegel (4100 m) in Ethiopië.

### Gedrag
Hij jaagt tijdens de schemering. Buiten de broedtijd jaagt hij vooral op vliegende insecten zoals termieten, krekels, sprinkhanen en cicaden. Tijdens de broedtijd ook kleine vogels zoals wevervogels en zwaluwen maar ook vleermuizen. Hij verschalkt zijn prooi zowel vanuit de lucht als door snelle uitvallen vanaf een uitkijkpunt.

## Voortplanting
De soort nestelt in een oud nest van een kraaiachtige of andere roofvogel (bijvoorbeeld de zwarte wouw) in een hoge boom. Het legsel bestaat gemiddeld uit drie eieren.

## Status
De Afrikaanse boomvalk heeft een groot verspreidingsgebied en daardoor is de kans op de status kwetsbaar (voor uitsterven) gering. De vogel is schaars. De grootte van de populatie is niet gekwantificeerd, maar gaat achteruit. Echter, het tempo wordt geschat onder de 30% in tien jaar (minder dan 3,5% per jaar). Om deze redenen staat deze soort boomvalk als niet bedreigd op de Rode Lijst van de IUCN.